# Bograč
Bograč  je golažu podobna jed, značilna za Prekmurje.
Sestavine so: svinjina, govedina, divjačina, krompir in za začinjenje čebula, česen, paprika in sol.
Od ostalih golažev se razlikuje predvsem po tem, da je sestavljeno iz vsaj treh vrst mesa in da je krompir kuhan v golažu in ne posebej.
Lendava je bila leta 2011 razglašena za »prestolnico bograča«, tam vsako leto priredijo festival Bogračfest. Občina Lendava ima Guinessov svetovni rekord za največji skuhan bograč (1.801 kg). 
Jed je navdihnila tudi mini skulpturo "Bograč miško", ki stoji na Župančičevi ulici v Lendavi, ustvaril jo je kipar Mihailo Kodolko.